# لاكولي (كيبك)
لاكولي (بالإنجليزية: Lacolle, Quebec)‏ هي بلدية محلية في كيبيك تقع في كندا في Le Haut-Richelieu Regional County Municipality. يقدر عدد سكانها بـ 2,680 نسمة ومساحتها 53.50 كم2 .

## أعلام
- صموئيل فورنير